# Goodyera myanmarica
Goodyera myanmarica är en orkidéart som beskrevs av Paul Ormerod och Sath.Kumar. Goodyera myanmarica ingår i släktet knärötter, och familjen orkidéer.
Artens utbredningsområde är Burma. Inga underarter finns listade i Catalogue of Life.